# Fogadalmas szűz
A fogadalmas szűz egy olyan nő, aki Istennek szenteli életét és magától vállalja a szüzességi fogadalmat anélkül, hogy szerzetesi közösséghez csatlakozna. Ez egy ősi keresztény hagyomány, amely már az első századokban létezett. A fogadalmat általában a püspök előtt teszik le egy hivatalos szertartás során, és az illető nő ettől kezdve az Egyház szolgálatában áll, imával és jó cselekedetekkel élve elhivatottságát.
A fogadalmas szüzek nem élnek kolostorban, hanem a világi életben maradnak, de Krisztusnak szentelik magukat, és életüket imádságnak, szolgálatnak vagy apostoli tevékenységnek szentelik. Ez különbözik a szerzetesi élettől, mert nem tartoznak szerzetesrendhez, és nincs kötelező közösségi életük.